# Peru (Maine)
Peru város az USA Maine államában, Oxford megyében. Lakosainak száma 1488 fő (2020. április 1.).

## Népesség
A település népességének változása:

| 2010 | 1 541 |
| 2020 | 1 488 |